# Little Shashiskau River
Little Shashiskau River är ett vattendrag i Kanada.   Det ligger i provinsen Ontario, i den sydöstra delen av landet, 600 km nordväst om huvudstaden Ottawa.
I omgivningarna runt Little Shashiskau River växer i huvudsak barrskog. Trakten runt Little Shashiskau River är nära nog obefolkad, med mindre än två invånare per kvadratkilometer.